# Luck (Wisconsin)
Luck is een plaats (village) in de Amerikaanse staat Wisconsin, en valt bestuurlijk gezien onder Polk County.

## Demografie
Bij de volkstelling in 2000 werd het aantal inwoners vastgesteld op 1210. In 2006 is het aantal inwoners door het United States Census Bureau geschat op 1186, een daling van 24 (-2,0%).

## Geografie
Volgens het United States Census Bureau beslaat de plaats een oppervlakte van 6,3 km², waarvan 4,8 km² land en 1,5 km² water. Luck ligt op ongeveer 373 m boven zeeniveau.

## Plaatsen in de nabije omgeving
De onderstaande figuur toont nabijgelegen plaatsen in een straal van 24 km rond Luck.